# Geoffrey Wilkinson
Sir Geoffrey Wilkinson (n. 14 iulie 1921, Todmorden, Anglia, Regatul Unit al Marii Britanii și Irlandei – d. 26 septembrie 1996, Londra, Anglia, Regatul Unit) a fost un chimist britanic, laureat al Premiului Nobel pentru chimie (1973).